# Prvenstvo Commonwealtha u vaterpolu
Prvenstvo Commonwealtha u vaterpolu održalo se dva puta. Vaterpolo nije uključen u program Igara Commonwealtha.

## Manchester 2002.
- 1.  Kanada
- 2.  Australija
- 4.  Engleska
- 4.  Malta
- 5.  Novi Zeland
- 6.  Singapur
- 7.  JAR
- 8.  Sjeverna Irska
- 9.  Wales

## Perth 2006.
- 1.  Australija
- 2.  Kanada
- 3.  Novi Zeland
- 4.  JAR
- 5.  Engleska
- 6.  Wales
- 7.  Singapur